# 시카다 3301

Cicada 3301의 로고

시카다 3301(Cicada 3301)은 세 차례에 걸쳐 나타난 "고도의 지능을 가진 사람"(highly intelligent individuals)을 모집한다는 이름으로 퍼즐을 내는 수수께끼 조직의 이름이다. 최초의 인터넷 퍼즐은 2012년 1월 4일 나타났으며 푸는데 약 한달 동안 걸렸다. 2013년 1월 4일 두번째 퍼즐이 공개되었으며, 2014년 1월 4일 트위터에서 새로운 단서를 보여주며 세 번째 퍼즐을 공개했다. 이 단체가 밝힌 퍼즐의 목적은 각각의 퍼즐을 풀면서 똑똑한 사람을 모집한다는 것이라고 밝혔다. 2015년 1월 4일에는 새로운 퍼즐을 공개하지 않았다. 2016년 1월 5일에는 트위터를 통해 퍼즐을 공개했다. 이 퍼즐은 고난도의 데이터 보안, 암호, 스테가노그래피 문제로 이루어져 있다.
이 퍼즐은 "인터넷 시대에서 가장 정교한 퍼즐"이라 불리게 되었고 워싱턴 포스트에서는 인터넷에서 미해결로 남은 문제 TOP 5로 선정되었으며, 이 단체가 무엇인지에 관한 많은 추측이 존재한다. 많은 사람들은 이 단체가 CIA, NSA, MI6 또는 사이버 용병 단체의 인력 모집 도구인 것으로 추측하고 있다. 한편 다른 사람들은 이 단체를 대체 현실 게임의 일종이라고 추측하지만, 이로 인해 수익을 얻는 단체 또는 개인이 존재하지 않아 존재가 의심되고 있으며 이제까지 해결한 퍼즐과 나온 퍼즐을 통해서 단순한 게임인 것은 아니라고 추측하고 있다. 또 다른 사람들은 이 단체를 암호화폐를 다루는 은행이 만든 것이라고 추측한다.

## 목적
매년 나오는 퍼즐에서 밝힌 목적은 "고도의 지능을 가진 사람"을 뽑는다는 것이지만 진짜 이 사람들을 뽑는 목적은 알려지지 않았다. 일부는 Cicada 3301이 암호학, 프라이버시, 익명의 발전을 목표로 한 비밀결사라고 주장한다.

## 문제 해결
Cicada 3301의 3개의 문제를 모두 푼 결과는 아직도 미스터리이다. 마지막으로 알려진 퍼즐은 매우 복잡하면서도 개별화되어있다. 한 익명이 자신은 "승리"했다고 말했지만, 그 조직에 실제로 들어갔는지 검증되지 않았고, 차후에 이겼다는 증거를 대지 못했다.
2012년에 공개한 퍼즐을 해결한 몇몇 사람들에게 이메일이 발송되었으며 퍼즐을 해결한 사람들에게 개개인의 인성평가를 했다고 공개했다. 이 단계를 통과한 사람들은 조직에 들어간다는 말은 있으나 정확한 사실은 알 수 없다.

## 단서 유형
Cicada 3301은 인터넷, 전화, 원본 음악, 리눅스 부팅 CD, 디지털 사진, 그림이 인쇄된 종이, 발매되지 않은 암호화된 책의 페이지 등 다양한 매체를 통해 단서를 남기고 있다. 또한 광범위한 책, 시, 미술 작품, 음악 등에 스테가노그라피 등 다양한 기술을 이용하여 데이터를 숨겨 놓았다. 각각의 단서에는 진위를 확인하기 위하여 GPG 개인 키를 이용하여 서명이 되어 있다.
그 중에서도 실제 단서로 이용한 작품은 다음과 같다.
| 문학 및 미술 작품의 단서: - 윌리엄 깁슨의 책 아그리파 (Agrippa) - 윌리엄 블레이크의 디자인 The Ancient of Days - 앵극로색슨 룬 문자의 알파벳 - 요한 제바스티안 바흐 - 쐐기 문자 - 전도서 - 마우리츠 코르넬리스 에셔 - 프란시스코 고야 - 더글러스 호프스태터의 책 괴델, 에셔, 바흐 - 간화선 - 알레이스터 크롤리의 책 The Book of the Law - 존 윌리엄 워터하우스의 그림 The Lady of Shalott - 중세 웨일스의 산문집인 마비노기온 - 마야 숫자 - 윌리엄 블레이크의 책 The Marriage of Heaven and Hell - 윌리엄 블레이크의 디자인 Nebuchadnezzar - 윌리엄 블레이크의 디자인 Newton - 랠프 월도 에머슨의 에세이 Self-Reliance - 윌리엄 블레이크의 시 Song of Liberty - 나심 니콜라스 탈레브의 책 Antifragile | 철학적 단서: - 집단 의식과 집단 지성 - 자아의 죽음 (Ego death) - 서양의 밀교 - 게마트리아 - 전지구적 뇌 (Global brain) - 예수회 철학 - 카를 융 - 카발라와 헤르메스 카발라 - 쇠렌 키르케고르 - 프리드리히 니체 - 그리고리 라스푸틴 - 장폴 사르트르 - 로버트 앤턴 윌슨 - 불교의 선 | 암호학, 수학, 기술적 단서: - 아트바시 암호 - 책 암호 - 카이사르 암호 - 디피-헬만 키 교환 - 인수분해 - 일반수체사법 - 쿠르트 괴델과 그의 불완전성 정리 - GNU 프라이버시 가드 - 프랜시스 헤이라이언 - GNU/리눅스 - 마방진 - 정수론 - 소수 - Pretty Good Privacy - RSA 암호 - 자기 참조 (Self-reference) - 샤미르의 암호 공유 체계 - 디지털 이미지, 텍스트, 인터넷 프로토콜 스위트의 스테가노그래피 - 이상 고리 (Strange loop) - 어니언 네트워크 (Tor) - 전치 암호 - 비즈네르 암호 |

## 물리적 단서
이 단체의 테스트 중에서는 다른 단서를 찾기 위해 동시에 여러 단서를 찾아야 하는데, 이 단서는 QR 코드와 같은 형태로 전 세계에 존재했다. 이 단서가 놓여진 도시 목록은 다음과 같다.
- 미국 메릴랜드주 아나폴리스
- 미국 캘리포니아주 치노
- 미국 조지아주 콜럼버스
- 미국 텍사스주 댈러스
- 호주 뉴사우스웨일스 주 에르스키네빌
- 미국 아칸소주 페이엣빌
- 에스파냐 그라나다
- 미국 텍사스주 그린빌
- 미국 하와이주 할레이와
- 미국 아칸소주 리틀록
- 미국 캘리포니아주 로스앤젤레스
- 미국 플로리다주 마이애미
- 러시아 모스크바
- 미국 루이지애나주 뉴올리언스
- 일본 오키나와현
- 프랑스 파리
- 미국 오리건주 포틀랜드
- 미국 워싱턴주 시애틀
- 대한민국 서울
- 폴란드 바르샤바
- 멕시코 멕시코시티

Cicada 3301의 단서가 매우 먼 지역에서 동시에 발견되고, 많은 지역에서 이러한 단서가 발견되기 때문에 Cicada 3301은 광범위한 크기에 자금, 인적 자원이 많은 조직으로 추정된다.

## 같이 보기
- 매미 (Ciacada)
- 대중 협력
- 비밀결사
- Webdriver Torso
- 11B-X-1371